# Glonn (Mangfall)
Die Glonn (keltisch: Glana – „die Klare“) ist ein Fluss in Oberbayern. Sie entspringt in Ursprung bei Glonn im Landkreis Ebersberg und fließt in Richtung Südosten über Beyharting (Gemeinde Tuntenhausen) nach Bad Aibling, wo sie in die Mangfall mündet. Die Glonn ist etwa 26 km lang.

## Name
Der Name taucht 774 erstmals urkundlich auf (Clana). Er leitet sich vom keltischen Adjektiv *glano- für „rein, klar, glänzend“ ab.

## Hydrologie

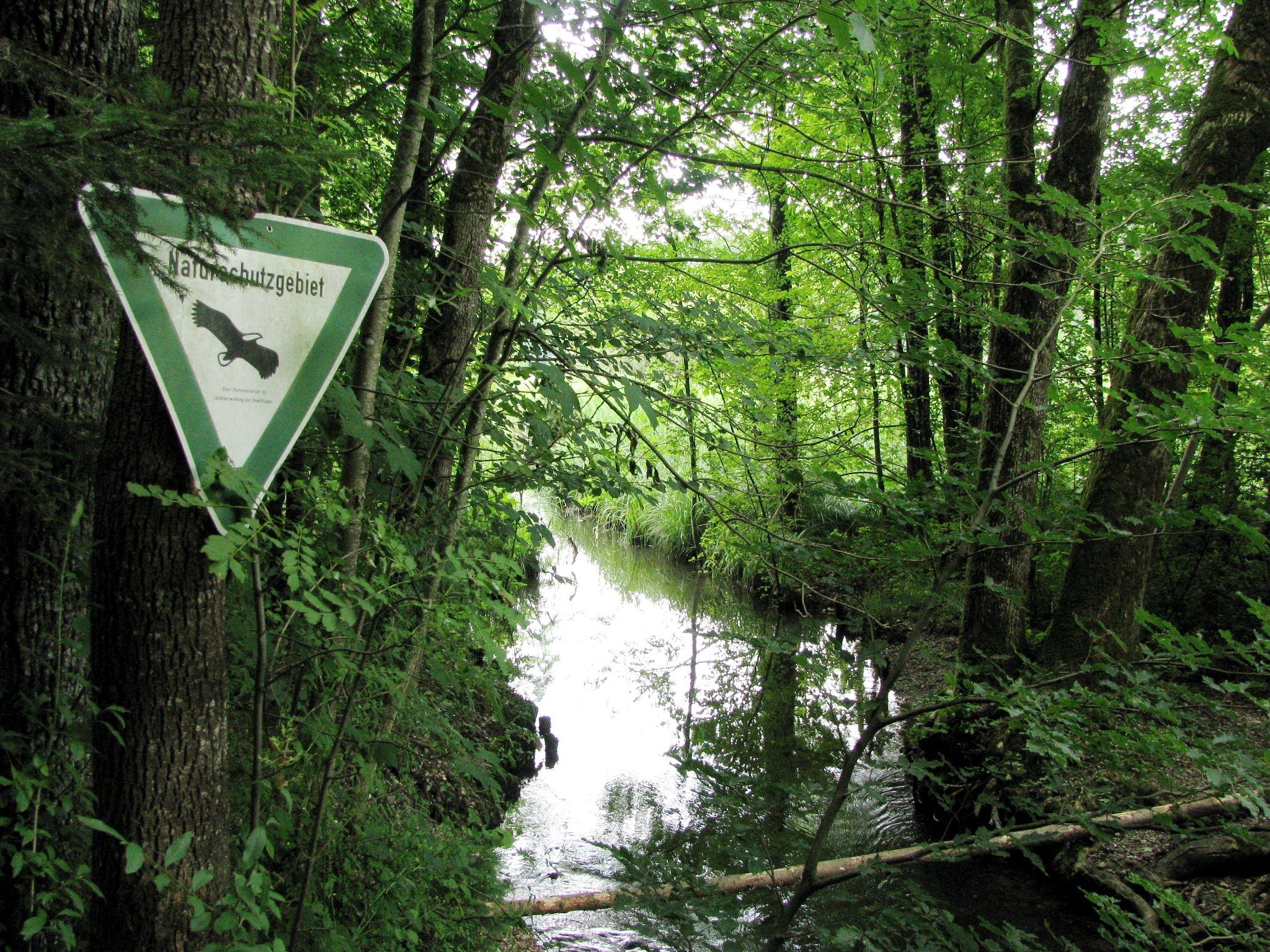
Kupferbach

In Glonn münden der Schrankenbach sowie der 7 km lange Kupferbach in die Glonn, die an dieser Stelle lediglich ca. 1,1 km lang ist.